# والرسدورف
والرسدورف (به آلمانی: Wallersdorf) یک شهر در آلمان است که در بایرن واقع شده‌است.

## خصوصیات
والرسدورف ۷۱٫۱۵ کیلومترمربع مساحت دارد ۳۳۴ متر بالاتر از سطح دریا واقع شده‌است.